# Фёлькерзам, Гамилькар фон
Вильгельм Гамилькар фон Фёлькерзам (нем. Wilhelm Hamilcar von Fölkersahm; 6 (18) января 1811, Митава, Курляндская губерния — 19 апреля (1 мая) 1856, Рига, Лифляндская губерния) — председатель (ландмаршал) законодательного собрания (ландтага) Лифляндской губернии. Был известен как «Ливонский Мирабо». Вошёл в историю как один из авторов земельной реформы в Прибалтике. Был первым президентом Земельного Банка, финансировавшего выкуп земель крестьянами.

## Биография
Потомок древнего лифляндского дворянского рода. Сын лифляндского гражданского губернатора, родился в Курляндии, в 1829 году выехал на учёбу в Берлин, где одним из его профессоров был Гегель. По окончании учёбы вернулся на родину и посвятил себя сельскому хозяйству — в южной части Лифляндии он купил имение Руэн-Гросгоф (нем. Rujen-Grosshof).
Как представитель земельных собственников Остзейского края был членом Остзейского комитета. Являлся лидером либерального крыла партии Видземских земельных собственников.
С 1847 по 1856 год был членом правления Лифляндии и одновременно с 1848 по 1851 годы был земельным судьёй.

## Афористические высказывания
- нем. Nicht die Rechte, die jemand ausübt, sondern die Pflichten, die er sich auferlegt, geben ihm den Wert. — «Ценность кого-то определяется не правами, которыми он обладает, а обязанностями, которые он принимает на себя».